# Oecobius navus hachijoensis
Oecobius navus hachijoensis is een spinnenondersoort in de taxonomische indeling van de spiraalspinnen (Oecobiidae).
Het dier behoort tot het geslacht Oecobius. De wetenschappelijke naam van de soort werd voor het eerst geldig gepubliceerd in 1965 door Uyemura.